# Teolepto II di Costantinopoli
Teolepto II (in greco Θεόληπτος Β΄?; fl. XVI secolo) è stato un arcivescovo ortodosso greco, patriarca ecumenico di Costantinopoli dal 1585 al 1586.

## Biografia
Teolepto era nipote del patriarca Metrofane III. Divenne metropolita di Filippopoli, e sebbene fu aiutato dal patriarca Geremia II, cospirò contro di lui, sostenendo Pacomio II. Quando Pacomio fu deposto, Teolepto fu nominato Patriarca al suo posto, il 16 febbraio 1585 e fu formalmente incoronato nel marzo 1585 dai Patriarchi di Alessandria e di Antiochia. 
Nel maggio del 1586, mentre Teolepto viaggiava in Moldavia e in Valacchia per raccogliere fondi, Niceforo (morto nel 1596), diacono del patriarca Geremia, ora in esilio, riuscì a detronizzarlo. Niceforo divenne reggente del trono fino all'aprile del 1587, quando Geremia II fu rieletto al soglio patriarcale anche se era assente da Costantinopoli, per via di un lungo viaggio intrapreso in Ucraina e in Russia. Geremia fu informato della sua rielezione solamente nel 1589 in Moldavia mentre era in viaggio verso Costantinopoli; vi arrivò nel 1590. Nel frattempo il diacono Niceforo continuò a governare la Chiesa in nome di Geremia. La reggenza di Niceforo fu brevemente interrotta per circa dieci giorni dal diacono Dioniso (in seguito metropolita di Larissa, morto nel 1611). 
Dopo l'aprile del 1587, una decisione sinodale perdonò Teolepto e lo mandò in Iberia per raccogliere fondi dell'ormai chiesa indebitata. Nel 1587 Teolepto iniziò ad utilizzare un sigillo per il monastero di Soumela, ma non si sa se fosse stato autorizzato. Infine, si sa che Teolepto si  riconciliò con Geremia II e che aiutò il governo della Chiesa fino al 1590. Il suo destino dopo questo anno è sconosciuto. 
Teolepto è stato l'ultimo patriarca che ha avuto la sua sede nella Chiesa Pammakaristos, definitivamente convertita in moschea nel 1586. Il Patriarcato si trasferì nella povera Chiesa di Theotokos Paramythia, dove ebbe sede per undici anni, fino al 1597. 